# Chabuata castanea
Chabuata castanea är en fjärilsart som beskrevs av Köhler 1961. Chabuata castanea ingår i släktet Chabuata och familjen nattflyn. Inga underarter finns listade i Catalogue of Life.